# Église catholique apostolique du Brésil
Pour les articles homonymes, voir Église apostolique.
L'Église catholique apostolique brésilienne (Igreja Católica Apostólica Brasileira) est une Église catholique indépendante fondée en 1945 par Carlos Duarte Costa. En 2010, lors du recensement, 561 000 Brésiliens se réclament de cette confession.

## Historique
Carlos Duarte-Costa, évêque de Botucatu était particulièrement critique envers le régime mis en place par Getúlio Vargas et aussi contre les régimes fascistes en Europe et contre l'Infaillibilité pontificale. En 1937, il est démis de son siège épiscopal pour être nommé évêque in partibus de Maura (de).
En 1945, il proteste très vigoureusement contre la politique d'aide aux anciens nazis que mèneraient le Vatican et le pape Pie XII[réf. nécessaire]. Il est alors excommunié et fonde l'Igreja Católica Apostólica Brasileira (ICAB). Il consacre alors plusieurs évêques pour assurer la survie de son église. En 1949, l'ICAB est interdite pendant quelques mois, mais la pression populaire fait qu'elle se maintient. L'ICAB adopte une position d'« Église des Pauvres », très proche des milieux populaires brésiliens.
En 1961, Carlos Duarte-Costa meurt et l'ICAB traverse une période tumultueuse pour sa succession, accompagnée de scissions, et de retour dans le giron de l'Église catholique. Après Duarte-Costa, c'est Luis Fernando Castillo Mendez qui devient le chef de l’Église (jusqu’à sa mort en octobre 2009). En 1994, son effectif était de deux millions de fidèles, essentiellement au Brésil. Depuis 2009, elle est présidée par Josivaldo Pereira de Oliveira.

## Époque contemporaine
L'Église catholique apostolique du Brésil a des représentations en Europe et en Afrique. Le diocèse de Paris dirigé par Serge Abeng Mbarga a créé une chancellerie en Allemagne dirigée par le père E. Clement pour l'Allemagne, l'Autriche, la Suisse, le Liechtenstein et la Pologne. Un vicariat est créé à Douala pour le Littoral, et le Grand Ouest. Le père Jack Arnold Simo est maître de novice pour les vocations en terre africaine.